# Riego de la Vega
Riego de la Vega és un municipi de la província de Lleó, a la comunitat autònoma de Castella i Lleó.

## Demografia
| 1991 |  | 1996 |  | 2001 |  | 2004 |
| ---- |  | ---- |  | ---- |  | ---- |
| 1281 |  | 1171 |  | 1065 |  | 1014 |